# Nenad Kljaić
Nenad Kljaić (Zagabria, 21 dicembre 1966) è un ex pallamanista e allenatore di pallamano croato, fino al 1991 jugoslavo.

## Palmarès

### Olimpiadi
- 1 medaglia:
  - 1 oro (Atlanta 1996[1])

### Europei
- 1 medaglia:
  - 1 bronzo (Portogallo 1994[1])

### Giochi del Mediterraneo
- 1 medaglia:
  - 1 oro (Languedoc-Roussillon 1993[1])

### Goodwill Games
- 1 medaglia:
  - 1 argento (Seattle 1990[2])